# Cecilia Merchán
Paula Cecilia "Checha" Merchán (Córdoba, Argentina, 24 de febrero de 1970) es una política argentina. Nació en Córdoba, su infancia transcurrió en James Craik y su adolescencia en Villa María. Madre de una hija, es licenciada en Comunicación Social —cursa la Carrera de Maestría en Intervención e Investigación Psicosocial— escritora, docente, referente nacional de la organización Corriente Política y Social La Colectiva.  Actualmente se desempeña como Diputada del Parlasur.
Fue funcionaria de la Jefatura de Gabinete de Ministros, como coordinadora del Programa de Fortalecimiento de Derechos y Participación de las Mujeres Juana Azurduy; y como coordinadora del Comité Ejecutivo contra la Trata de Personas y Diputada de la Nación por la Provincia de Córdoba en el período 2007-2011. Fue productora y directora de Cine y Televisión.  Ha centrado su labor, su accionar social y político en la defensa y promoción de los Derechos Humanos, especialmente de las mujeres.

## Biografía
Su trayectoria política la llevó a ser coordinadora del Comité Ejecutivo Contra la Trata y Explotación de Personas y diputada nacional mandato cumplido. Cordobesa, vivió en Villa María hasta que se trasladó a estudiar a Córdoba, en la Facultad de Comunicación Social de la Universidad Nacional de Córdoba. Comenzó a militar en los barrios, continúo haciéndolo en la Universidad y cuando el Estado abrió las puertas a las organizaciones sociales ocupó distintos lugares. Impulsó la Ley de Servicios en Comunicación Audiovisual, así como la Ley Matrimonio Igualitario, de Identidad de Género, la Ley contra la Trata de personas y la incorporación al Código Penal del femicidio.

### Actividades Desarrolladas en el Poder Ejecutivo
Durante el año 2004 fue Responsable de Comunicación Institucional, Consejo Nacional de la Mujer – Consejo Nacional de Coordinación de Políticas Sociales – Presidencia de la Nación. Dentro del ámbito de las actividades desarrolladas por el Ministerio de Desarrollo Social de la Nación fue coordinadora en los años 2005 y 2006 del Equipo de Capacitación Programa Promotores Territoriales Para el Cambio Social. Además durante 2007 trabajó como Coordinadora Honoraria del Programa de Fortalecimiento de Derechos y Participación de las Mujeres “Juana Azurduy” Consejo Nacional de Coordinación de Políticas Sociales dependiente de Presidencia de la Nación. En ese mismo año fue también coordinadora General del Programa de Fortalecimiento de Derechos y Participación de las Mujeres “Juana Azurduy”. Entre los años 2012-2015 coordinó el Comité Ejecutivo Para la Lucha Contra la Trata y la Explotación de Personas. –Jefatura de Gabinete de Ministros – Presidencia de la Nación.

### Actividades parlamentarias
Desarrolló funciones como Diputada de la Nación por la Provincia de Córdoba en el período 2007-2011. Integró 5 comisiones: Familia, Mujer, Niñez y Adolescencia; Cultura; Recursos Naturales; Comunicaciones e Informática y Acción Social y Salud Pública. Actualmente se desempeña como Diputada del Parlasur.

### Algunos proyectos de ley presentados e impulsados
- Matrimonio igualitario.
- Identidad de género.
- Contra la trata de personas.
- Limitación del uso de agrotóxicos.
- Contra la violencia hacia las mujeres.
- Incorporación de femicidio al Código Penal.[17]
- Ley de Servicios Audiovisuales.
- Creación del sistema sincronizado de denuncias sobre delito de trata de personas.
- Inclusión de la prescripción y suministro de la anticoncepción hormonal de emergencia en el Programa nacional de salud sexual y procreación responsable.
- Reemplazo de la imagen de Julio A. Roca por la de la libertadora Juana Azurduy en los billetes de cien pesos.
- Creación del programa nacional de protección de personas en situación de peligro en procesos penales en el ámbito del ministerio de justicia, seguridad y derechos humanos.
- Modificación de avenimiento en caso de relaciones afectivas entre víctima y victimario en el Código Penal.
- Obligación de proveer información sobre su uso en los servicios de salud sexual y reproductiva de establecimientos médicos asistenciales públicos y privados sobre anticoncepción de emergencia.
- Aborto: derecho de toda mujer a la interrupción voluntaria del embarazo durante las primeras 12 semanas de gestación en cualquier establecimiento del sistema de salud.
- Emisión de una estampilla de la libertadora Juana Azurduy en conmemoración de su natalicio.
- Ley paridad de género en las áreas y niveles del ámbito ejecutivo.

## Obra
2018 Infancias Libres, Talleres y Actividades para Educación en Géneros, autora, de Editorial Chirimbote y Las Juanas Editoras.
2016 Ni una menos desde los primeros años, educación en géneros para infancias más libres (compiladora) Chirimbote y Las Juanas Editoras.
2015 Coordinadora de “Tenemos derechos, hacelos valer". Jefatura de Gabinete de Ministros. Presidencia de la Nación.
2011 X, la igualdad y la diversidad desde los primeros años. Las Juanas editoras.
2009 Se trata de Nosotras. La trata de mujeres y niñas con fines de explotación sexual. Las Juanas Editoras. ↵
2005 Las identidades femeninas de las organizaciones sociales. Ediciones La Fragua.
2004 Participación de las Mujeres en los Movimientos Sociales Argentinos. Potencialidades y límites. Redactora revista Pasado y Presente.
2001 Editora Revista Pasado y Presente.
2000 Agustín Tosco, Fotos y Discursos. Ediciones Libros y Alpargatas. Córdoba.
1999 Tosco, Grito de Piedra. Ediciones La Fragua. Córdoba.
1999 Redactora Revista La Maga de Fin de Siglo.
1997-1999 Directora Revista Cultural La Fragua.
1992 Redactora Revista EPA (Educación Popular y Alternativa).

### Cine y Televisión
Directora y productora de Cine y televisión ha realizado las siguientes producciones:
2004/5: Productora del Largometraje "Los Perros".
2004: Largometraje Documental "Pan" ganadora del Jan Vrijman Fund – Holanda.
2000: Investigadora y productora del documental Tosco, Grito de piedra.
1999: Realizadora documentales educativos televisión abierta "Las Joyas de la Abuela".